# Водные пути и шоссейные дороги
«Водные пути и шоссейные дороги» («Водные пути и шоссейныя дороги») — российский ежемесячный журнал (сборник), издававшийся в городе Санкт-Петербург.
Издание было посвящено развитию сети водных путей и шоссейных дорог империи, а также их улучшению, содержанию и эксплуатации.

## История
Издателем и учредителем этого печатного периодического издания было Управление внутренних водных путей и шоссейных дорог.
Журнал издавался с 1913 года по 1917 год. В 1913 году, 9 номеров — № 1 (15.I) — № 9 (15.XII), с 1914 года по 1916 год по 12 номеров в год. Цена выпуска, одного журнала, в 1913 году — 50 копеек. Подписная цена, на 1914 год, на:
- год, с доставкой и пересылкой — 6 рублей;
- полгода — три рубля 50 копеек;
- один месяц — 60 копеек.

В сборнике «Водные пути и шоссейные дороги» помещались статьи о:
- гидрологии;
  - процессах сформирования озёр, речных русел и другом;
- водных путях на территории Руси (России);
- сведениях о мостах на водных путях Российской Империи;
- инженерных работах на водных путях и дорожных работах в России и за её рубежами;
- развитие судоходства России и за её рубежами;
- экономики речных путей и шоссейных дорог России;
- проектировании, строительстве и эксплуатации автомобильных дорог и сооружений на них;
- другом.

Редактор:
- В. М. Лохтин[1][2], действительный статский советник, действительный член Казанского губернского статистического комитета;
- № 7, за 1915 год — Д. К. Егоров[1].